# Монтесинос, Фернандо
Ферна́ндо де Монтеси́нос (исп. Fernando de Montesinos) (1593?, Осуна, Испания — 1655, Севилья, Испания) — испанский монах, юрист, историк и геолог, миссионер-иезуит в Южной Америке: Перу, Боливия, Эквадор. Исследователь индейцев Центральных Анд, истории Инков, получивший прозвище «Южноамериканский барон Мюнхгаузен» за ряд фантастических и сказочных, на первый взгляд, сведений об андских цивилизациях до испанского вторжения и завоевания.

## Биография

### Происхождение
Монтесинос родился в городе Осуна (Испания), что к юго-востоку от Севильи (по другой версии — город Куэнка), точная дата рождения неизвестна, хотя в некоторых источниках приводится 1593 год; происходил он из старого леонского рода севера Испании.

### Молодость
Изучал религию в университете Осуна, получил учёную степень Лиценциата в Каноническом праве. В 1627 году был посвящён в сан священника в архиепископстве Севильи. В том же году он ходатайствовал о позволении ему отправиться в Перу, «для получения некоторого имущества». (Впрочем, в литературе встречаются сведения, что впервые в Перу Монтесинос побывал ещё в 1610 г.)
Согласно рассказу самого Монтесиноса, в Америку он попал в 1628 году вместе с флотом вице-короля дона Фернандеса де Кабрера, графа де Чинчон, — в Картахену прибыли 19 июня, а 15 июля — в Портобельо, и торжественно вступили в Лиму 14 января 1629 года. Известно, что Монтесинос побывал на реке Чагрес на Панамском перешейке.
В январе 1629 года Монтесинос обосновался в Трухильо, где ему была предложена выгодная должность секретаря епископа дона Карлоса Марсело Корне (Don Carlos Marcelo Corne), а вскоре он получил престижное место ректора местной семинарии.

### Знаток горнорудного дела
После смерти епископа Корне Монтесинос покидает Трухильо, и в 1630—1636 годах ведёт весьма непоседливый образ жизни. По его собственным словам, он 70 раз пересекал горы Анд.
С 1630 г. Монтесинос живёт в Потоси, тогдашнем мировом центре добычи драгоценных металлов. Известно, что Монтесинос принимал там участие в праздновании дня рождения престолонаследника Инфанта Балтасара Карлоса, был священником прихода Санта-Барбара, самого богатого в городе. Познакомившись со старым торговцем ртутью Диего де Бирсуэла (Diego de Birzuela), владельцем крупной серебряной шахты в Потоси, Монтесинос получил многочисленные сведения о горнорудном деле.
Через год Монтесинос оставляет приход в Потоси, получив в декабре 1631 г. королевское разрешение ещё на два года остаться в Перу. Между 1631 и 1635 годами в качестве экклезиастического виситадора (церковного инспектора) посещает центральное Перу, Куско, север Чили, дважды — Чаркас. Основная сфера его интересов в это время связана с добычей и переработкой драгоценных металлов — стратегически важнейшей для Испании, да и для всей тогдашней Европы отраслью перуанской экономики. Он даже написал работы на эту тему. Побывал в пустыне Атакама, видел шахты отличной бирюзы. Посетил рудники рубинов (скорее речь идёт о гранате), яшмы. В Куско он даже показывал золотой самородок весом в 1 фунт.
Фернандо описал ежегодное производство ртути на рудниках в Ванкавелика (Huancavelica) и в Аясо (возле Лимы), где заметил многочисленные отравления от ртути.

### Монтесинос-священник
В литературе высказывалось мнение, что Фернандо де Монтесинос был иезуитом. Однако в Провинциальных каталогах иезуитов за 1631 и 1636 годы Монтесинос не упоминается. Кроме того, он никогда не называл себя иезуитом, а только «Дон Фернандо де Монтесинос. Священник». В 1636—1639 годах Монтесинос проживал в перуанской столице Лиме, где получил место настоятеля церкви Нуэстра Сеньора де Кабеса и имел свой дом. Монтесинос сотрудничал со Святой Канцелярией Инквизиции, и ему было поручено написать обстоятельный доклад «Знаменательное Аутодафе, проведённое в Лиме 23 января 1639» («Auto de Fe celebrado en Lima el 23 de Enero de 1639»). В то воскресенье произошло по-своему событие знаменательное: сразу восемьдесят приговорённых было осуждено Святой Инквизицией, двенадцать из них сожжены — среди них девять являлись португальцами; в основном приговорёнными были еврейские торговцы; произошло это в месте, названном Каменистая местность (el Pedregal), на дороге в Аманкаес (Amancaes). Это было первое и самое жестокое за всю историю страны аутодафе в Перу, хотя инквизиция была учреждена в Лиме ещё в 1570 году. Вышеупомянутый доклад был повторно напечатан в Мадридском Семинарском Еженедельнике (Seminario Erudito de Madrid) 7 февраля 1640 года.
Инквизиция сыграла ключевую роль в становлении взглядов Монтесиноса на завоевание испанцами инков и превознесении роли католической церкви перед местной религией. Примечательно, что он никогда не упоминает, что напрямую общался с индейцами, а только с испанцами и креолами, в основном же со священниками.
После 1640 года Монтесинос вновь пускается в путешествия. В 1640 году он едет в Андавайлас (селение Кочаркас) на Святую Неделю, в 1641 году посещает Кахамарку, где живёт до 1642 года, когда берёт на себя труд посетить комнату, послужившую Инке Атауальпе тюрьмой, так как ещё существовало само здание; он замерил её размеры для того, чтобы у потомства было точное представление о величине его выкупа, состоявшего из золота и серебра. В том же 1642 году Монтесинос перебирается в Кито, посещает древний город Каранке, где Инка Атауальпа построил свою резиденцию. В Кито Фернандо закончил первый черновик своих Memorias historiales.

### Монтесинос — искатель Эльдорадо и Пайтити
Монтесинос исходил из общего тогда представления, что Эльдорадо было страной Офир, упомянутой в Ветхом Завете. Также он говорил с отцом Педро Флоресом (Pedro Flores), провинциальным главой францисканцев в Лиме, который показал ему письмо Херонимо Хименеса (Gerónimo Ximénez), миссионера внутренних амазонских районов, видевшего слонов и невиданных животных. Солдат Франсиско де Вильянуэва (Francisco de Villanueva), компаньон Хименеса, позже пояснял Монтесиносу, что они не видели слонов, а видели лапы незнакомых животных (ленивцев).
В отношении Эльдорадо Монтесинос ссылается на ранних историков Фернандеса де Овьедо и Сьеса де Леона, а особенно на Педро Симона, детально разработавшего легенду об Эльдорадо. Он сам пишет «Историю Пайтити» (1637—1638), но не успел он её закончить, как приходит сообщение, что некая экспедиция за пределы Тармы вернулась в столицу с золотом. Этой экспедицией в 1637 году руководил Педро Бооркес (Pedro Bohórquez). Он обследовал земли индейцев Кампа (Campa) и Амуэша (Amuesha), обнаружив золотой рудник у реки на восток от Тарма.
Известно, что Фернандо Монтесинос намеревался отправить экспедицию на поиски легендарного Пайтити — Эльдорадо, «la tierra rica y deseada» — «страны богатой и желанной». Что примечательно, в своей книге он сообщает, что его двоюродный брат Франсиско Монтесинос (вместе с Бооркесом) в 1637 году вошёл в провинцию Тарама или Тарма и забрал оттуда шестерых знатных индейцев в Лиму, где их приняли с почётом, а потом, по приказу вице-короля, вернул их в их земли. Тарама же считалась входом в мифический Пайтити.
Похоже, что Фернандо профинансировал эту повторную экспедицию в Тарма. При возвращении тех шести индейцев с третьей экспедицией уже под руководством его брата Франсиско, шести его ближайших друзей и двух францисканских монахов, все они были убиты; задумал убийство индеец Сампати (Zampati).

### Историк и археолог
В свободное от службы время дон Фернандо интересовался историей доиспанского Перу: он исследовал архивы и рукописи о древностях Перу и записывал всё примечательное, случавшееся в его эпоху, поэтому Мануэль де Мендибуро написал, что он был «особой, совершившей паломничество за многие лиги, лишь бы удостовериться в фактах и разыскать первоисточники».
Он исходил более 8000 километров (1500 лиг) от Кито до Потоси, выискивая всякие древности и регистрируя книги муниципальных советов.
Монтесинос также приобрёл рукописи известного учёного Луиса Лопеса де Солиса, епископа Кито (Luis Lopez de Solis), и использовал их в своей работе.
Также он имел хорошую репутацию археолога.

### Возвращение в Испанию
После 14 лет пребывания в Америке Монтесинос возвращается в Испанию через Попаян, Кали, Буга в 1643 году. Он получает церковный приход в Кампана возле Севильи, но через некоторое время просит у короля дать ему приход в Лиме или Мехико. 28 июня 1644 года он предстаёт перед королевским Советом Индий, предлагая продать короне секретный метод переработки ртути для многократного использования в технологическом процессе, в отличие от повсеместного разового её использования. Также он предлагал закрыть шахты в Ванкавелика из-за высокой смертности индейцев на них. Монтесинос запросил у правительства 12000 дукатов серебром в год, но ему было отказано.
В 1644 году он завершает промежуточную версию труда Memorias historiales, в который вводит классические библейские мотивы. Однако Фернандо де Монтесинос так и не смог найти покровителя для издания своей книги.
После этого он ещё раз успевает отредактировать рукопись, внеся многочисленные правки, но до своей смерти так и не успевает её опубликовать.

### Личная жизнь
О личных делах известно немного. О характере Монтесиноса можно сказать: человеком он был амбициозным. Проведя колоритную жизнь, не получив требуемого от короны и не издав своих главных трудов, он, однако, не испытывал горечи в конце жизни, скорее даже радость. Возможно, он нажил своё состояние нечестным путём, если учесть его пристрастие к ювелирным камням, о которых он с особым чувством описывает в рукописи, и при этом совершенно игнорировал существование конкретных индейцев, которые добывали все эти камни. Даже забота о закрытии ртутных рудников была связана с мыслью о переводе индейцев на работы в рудники золота и серебра.

### Смерть
Умер Монтесинос в 1655 году, хотя ещё в XIX веке приводились сведения о том, что это произошло в 1652 году.

## Произведения

### Литературные штудии
- Tratado de Ofir — «Трактат об Офире» — первая работа Монтесиноса. Утрачена. В книге, очевидно, обсуждалось о его вере в то, что библейская страна Офир, Соломоновы сокровища должны были находиться в Перуанской Амазонии.
- «Офир Испании и летописи царств Кито и Лима» (Ophyr de España, e anales de los reynos de Quito y Lima, 2 vols., Lima, 1640)",
- «Памятные исторические записки о древнем царстве Кито» (Memorias historicas del antiguo reyno de Quito, 1652).

### Научные работы по горнорудному делу и перуанской металлургии
- «Beneficio Común o Directorio de benefactores de Metales y Arte de ellos, con ciertas reglas para los negrillos» — все копии этой работы ныне утрачены. Позже он подготовил вторую часть, не издав её, манускрипт ныне утрачен.
- «Memorial sobre la conservación del Azogue que se pierde entre lamas y relaves».

### Религиозный доклад
- «Аутодафе, проведённое в Лиме 23 января 1639» («Auto de Fe celebrado en Lima el 23 de Enero de 1639»).

### Исторические труды
- Historia del Paititi, 1638 — «История Пайтити», книга, написанная Монтесиносом во время его пребывания в Лиме. Утрачена.
- Estudio general de las Colonias Españolas en Occidente (дате неизвестна) — в книге автор, пользуясь библейской хронологией, возводит заселение Перу к XIX веку до н. э. армянами, когда те были подчинены Ассирией[12]. По версии Монтесиноса первые поселенцы пришли частично — со стороны Чили, часть — пересекла Анды, часть из Панамы морем.

Однако самые знаменитые сочинения Фернандо Монтесиноса:
- Memorias historiales — пятитомное сочинение об истории Перу. Посвящена архиепископу Кито дону фраю Педро де Овьедо (Don Fray Pedro de Obiedo)
  - «Анналы Перу» («Los Anales del Perú»), которое охватывает период с 1492 по 1642 год, когда он вернулся в Испанию. Работа была издана в Мадриде в двух томах в 1906 Доктором Виктором Мануэлем Мауртуа-и-Урибе. Эти Анналы грешат сухостью бюрократизма, а именно, слишком большим интересом в экономических вопросах, особенно ежегодным производством минералов:
    - Книга первая.
    - Книга вторая.

  - «Древние исторические и политические памятные сведения о Перу» («Las Memorias Antiguas historiales y políticas de Pirú»), датированное 1642 годом, не пользуется особым доверием исследователей. Найдены они были монахом Хосе де Сан Антонио, отправившего, осуществив их корректировку и скопировав, его в 1786 году министру Хосе Гальвесу (el Ministro Galvez), что примечательно, Гальвесу король поручил изгнать иезуитов из Нового света. Первым же известием об этом произведении было издание его на французском языке в 1840 году монсеньором Ternaux Campans, являвшегося ничем иным, как переводом Книги второй «Памятных сведений» Монтесиноса, обнаруженных доном Хуаном Баутисто Муньосом в Библиотеке монастыря Сан Хосе де Мерседариос, Севилья[13].

Известный популяризатор культур доколумбовой Америки Милослав Стингл писал о Монтесиносе, что «за свои довольно необычные сообщения он даже заслужил прозвище перуанского барона Мюнхгаузена». Не очень почтительно отзывается о нём и Ю. Е. Березкин: «Ф.Монтесинос, чья хроника при фантастичности исторических данных небезынтересна для этнографа».

## «Хроники Монтесиноса»

### Известные рукописи «Памятных сведений»
Сочинение Фернандо де Монтесиноса известно в трёх рукописях:
- Старейшая «Мадридская рукопись» (Manuscrito de Madrid), хранящаяся в Национальной Библиотеке в Мадриде, озаглавлена как Las memorias antiguas y nuebas del Pirú, и датируется 1642 годом. Разделена Монтесиносом была на 2 части: 1) содержала Книги 1, 2, 3; 2) Annales del Pirú, состоявшая из двух книг. В рукописи, однако, содержатся только третья, четвёртая и пятая книги всей работы.
- «Университетская рукопись» (Manuscrito Universitario), находящаяся в настоящее время в Библиотеке Севильского Университета, имеет дату «1644 год». Она содержит первую, вторую и третью книги Первой части — это вторая редакция Монтесиносом своей рукописи. Озаглавлена как «Ophir de España: Memorias historiales i políticas del Pirú, vaticinios de su descubrimiento i conversión por los reies chatólicos i singulares epítetos que por ello se les da en la sagrada escritura. Al rey, Nuestro Señor Philipo IV, el grande monarca de anbos mundos. Autor el Lizenciado Don Fernando Montesinos, presbítero natural de Osuna»
- Первая, вторая и четвёртая книги содержались в так называемой «Рукописи Мерсед» (Manuscrito Merced). Эта недатированная рукопись до начала XX века хранилась в Мадридской Королевской Исторической Академии, пока не была утрачена, однако в 1860 году копию первой и второй книг с неё снял знаменитый Ш.-Э. Брассер де Бурбур (она хранится в Стерлинговской библиотеке Йельского университета), а в 1869—1871 году их опубликовал Книги I и II в Буэнос-Айресе Висенте Фидель Лопес в томах XX и XXI «Revista de Buenos Aires». Также копия рукописи Мерсед ныне находится в Нью-Йоркской публичной библиотеке (New York Public Library).

### Другие издания
В дальнейшем книга публиковалась:
- в 1882 г. в Мадриде (Montesinos, Fernando. Memorias antiguas historiales y políticas del Perú, seguidas de las informaciones acerca del señorío de los Incas hechas por mandado de D.F. de Toledo, Madrid: M. Ginesta 1882),
- в 1920 г. в Лондоне (Montesinos, Fernando de. Memorias Antiguas Historiales y Politicas del Peru. Transl. and ed. by Philip A. Means (1644), London: Hakluyt Society, second series, No. XLVIII, 1920),
- в 1957 г. в Куско (Montesinos, Fernando de. Memorias Antiguas, Historiales y Politicas del Perú [1642]. Cuzco: Universidad de S.A.A, 1957)
- в 2007 г. в Йеле (Sabine Hyland. The Quito Manuscript. An Inca History Preserved by Fernando de Montesinos. Yale University. ISBN 978-0-913516-24-9)
- в 2009 г. в американском издательстве Paperback Publisher (Memorias Antiguas Historiales Y Politicas Del Perú by Montesinos, Fernando, Paperback Publisher, 2009)

### Характеристика и анализ
Немало эпизодов «Памятных сведений» совпадают с сообщениями Педро Сьесы де Леона, Хосефа Акосты, Инки Гарсиласо де ла Вега, авторов, в добросовестности передачи которыми индейской традиции никто не сомневается. Сам Монтесинос неоднократно и с охотой называет в качестве источников своей информации амаута (индейских мудрецов), «древние индейские поэмы», а также известных и весьма основательных писателей раннеколониального периода, таких как Поло де Ондегардо и Хуан де Бетансос. Поэтому нет серьёзных оснований считать приводимые Ф. Монтесиносом сведения его собственным вымыслом.
Это касается и самого спорного пункта «Памятных сведений» — хронологической схемы, в соответствии с которой инкским повелителям из Куско будто бы предшествовали девяносто (!) «царей Пиру» с общей продолжительностью правления 2253 года.
Во-первых, такое построение, скорее всего, не является собственным изобретением Монтесиноса, а восходит к некой упоминаемой им рукописной «Истории» неназванного автора. Кажется, именно о ней Монтесинос пишет в первой книге «Памятных сведений»: «Мне же следует упомянуть другое сообщение о древности этого имени Перу, которое я нашёл в одной рукописной книге; я купил её на распродаже в городе Лиме и храню её с уважением и заботой. Она толкует о Перу и его императорах, и сообщает по поводу Кито занимательные вещи о его делах; и я удостоверился, что её составил один словоохотливейший человек из этого города, очень давний в нём и имевший устные сведения, которые ему дал святой епископ дон Ф. Луис Лопес, и опрос, который тот же господин епископ сделал индейцам». Сабина Хайленд отмечает в тексте второй книги Монтесиноса орфографические особенности, свойственные индейцам кечуа, писавшим по-испански. Возможно, Монтесинос (а скорее — писец по его указанию), в некоторых местах просто копировал оригинал автора-индейца.
Во-вторых, анализ самого царского списка Монтесиноса позволяет предположить, что в нём в последовательную цепочку объединены, по крайней мере, несколько списков более или менее одновременных правителей. Так, Юха Хилтунен выделяет в монтесиновском списке четыре «династии»: Пирва (цари с 1 по 17), Амаута (с 18 по 62) и две династии царей Тампутоко (с 63 по 77 и с 78 по 90). По его мнению: «Это может указывать на три разных этноисторических источника и упоминаемых группы. В одном из вероятных вариантов две из этих династий, возможно, были современниками». Впрочем, список может быть расчленён и на большее количество частей. Например, в главе 8 второй книги сообщается, что при седьмом и восьмом «царях Пиру» Куско пришёл в упадок, и его жители «жили в большой неразберихе и возвратились в первородное состояние», что, скорее всего, означает падение государства. В таком случае «династия Пирва» делится на две: с 1 по 7 царей и с 8 по 17.
Причина «вытягивания» во времени списка правителей Перу в сочинении Монтесиноса вполне объяснима. Одной из главнейших проблем колониальных историков XVI—XVII веков было определение места доколумбовых государств в общей схеме мировой истории, чьей основой была история библейская. В частности, необходимо было согласовать с библейской традицией перуанское предание о «всемирном потопе». Однако, как пишет по этому поводу сам Ф. де Монтесинос: «Амаута говорят, что на втором году правления Манко Капака [почти] завершилось четвёртое Солнце от Сотворения, что чуть меньше четырёх тысяч лет, и 2900 — столько после всеобщего потопа». Принимая традиционную генеалогию, согласно которой Вайна Капак, умерший в 1525 году, принадлежал к одиннадцатому поколению после Манко Капака, последний родился около 1125 года и воцарился около 1150. Следовательно, перуанский потоп нужно было бы отнести ко времени около 1750 г. до н. э. Но это значительно (на 1200 лет) позже, чем признавала католическая доктрина XVI—XVII веков.
Существовало два пути, чтобы преодолеть противоречие между индейской и библейской традициями. Можно было устанавливать для инков баснословные продолжительности жизни и правлений, как это делает, например, Фелипе Ваман Пома де Айяла, отводящий двенадцати инкам от Манко Капака до Вайна Капака интервал примерно в 1550 лет (и тогда Рождество Христово приходится на правление Манко Капака). А можно было поместить между Манко Капаком и историческими инками вереницу правителей, известных из генеалогических списков, вследствие чего оказалось, что второй год Манко Капака, «считая год за годом, … был приблизительно первый год от рождества Христова, Господа нашего. Этот царь Манко в то время имел наибольшее могущество, как никогда в Перуанском царстве ранее этого времени. Согласно счету этих перуанцев не хватало сорока трёх лет до полного завершения четырёх Солнц, и я обнаружил не без удивления, что согласно счету семидесяти переводчиков и тому, которому следует Римская Церковь, которая говорит, что Божественное Слово родилось из утробы Девы в 2950 году после потопа». Удивление Монтесиноса было безосновательным: автор использованной им хронологической схемы намеренно синхронизировал Манко Капака и Иисуса и согласовал время перуанского и библейского потопов.
Кроме того, эта схема позволяла решить ещё одну продиктованную идеологическими установками колониальной историографии задачу, на которую обращает внимание американская исследовательница Моника Барнс: «Все факты … должны были быть подчинены идее, что Инкская Империя охватывает время от предшествующего рождению Иоанна Крестителя до испанского прихода в Анды… Это позволило бы дохристианским инкам составить временную и историческую параллель дохристианским римским императорам, равно как христианским Священным Римским императорам»
В любом случае, в основе «максимальной капаккуны» (царского списка), приведённой у Монтесиноса, лежат все-таки оригинальные индейские предания, пусть и существенно переработанные. Нельзя не согласиться со мнением Ю. Хилтунена: «Монтесинос не был романтическим фальсификатором или откровенным лжецом … Он не выдумал доинкские династии, однако во многом переработал их». В рассказе об идоле из Ванкаррамы Монтесинос описывает свой метод работы с источниками: он знает, что традиция связывает эту историю с первым инкой Манко Капаком, но, так как по его воззрениям Манко Капак был не первым инкой, а первым «царём Перу», а первым инкой — Инка Рока, то он совершенно самовольно связывает всю историю с Инкой Рока и придумывает его поход в Ванкарраму. Вопрос в том, насколько глубокой оказалась переработка Монтесиноса и в других случаях, и насколько возможно восстановить после неё первичную информацию.
Соотнесение монтесиносовских «царей Пиру» с теми или иными географическими областями и археологическими памятниками с достаточно давнего времени соблазняло историков. Первый переводчик Монтесиноса на английский язык Ф. Минс предположил, что речь идёт о правителях знаменитого боливийского Тиаванаку, от которых, возможно, происходят исторические инки. В последние десятилетия эту идею в том или ином виде поддержали Я. Шеминьский, К. Понсе Санхинес и Б. В. Биадос Яковассо. С другой стороны, Ю. Хилтунен связывает «династию Амаута» с археологической культурой среднего горизонта Уари (её центр располагался вблизи современного Аякучо), господствовавшей в VII—IX веках в центральных Андах от Кахамарки на северо-западе до Куско на юго-востоке, а царей Тампутоко — с культурой Чакепукио, существовавшей в долине Куско с середины IX века приблизительно до 1400 года. При наличии в этих гипотезах многих привлекательных черт они остаются достаточно спорными.
Не исключено, что в некоторых использованных Монтесиносом списках или их частях перечислены просто предки знатных андских кланов вплоть до колониального времени, которые на самом деле вовсе не обязательно где-то царствовали.
Недоверие к Монтесиносу в значительной мере питается стилем его сочинения. Неизвестно, по каким причинам он старался писать занимательно. Поэтому Монтесинос практически никогда не ограничивается простым пересказом своих информаторов, а излагает материал в соответствии с приёмами (точнее, штампами) европейской барочной риторики XVII века. Притом, в противоположность индейцам, мыслит Ф. де Монтесинос совершенно рационально, и на каждом шагу старается объяснять местные мифы и легенды с точки зрения европейского здравого смысла (что зачастую имеет следствием комический эффект), а в случаях, когда это не удаётся, «припечатывает» древние сказания презрительным «finxieron» — «измыслили».
Например, оригинальная индейская версия, обосновывая права инков на власть, сообщала об основателе исторической инкской династии Инке Рока, «будто он был сыном Солнца, и что его отец перенёс его в место собственного обитания, где он находился среди его лучей четыре дня, получив тысячу знаков внимания, и как он вернулся, чтобы царствовать и править миром». Однако такой рассказ, утверждающий божественное происхождение династии Анан Куско, не был приемлем для Монтесиноса ни как для христианского священнослужителя, ни как для человека с рационалистическим складом ума. И он, с целью развенчания идолопоклонства и разоблачения языческих суеверий, постарался пролить свет на истинную, с его точки зрения, подоплёку происшедшего. Да так увлекся, что в главах 16—17 создал по-настоящему забавный рассказ, больше всего напоминающий сюжет известного фильма Якова Протазанова «Праздник святого Иоргена». Сам Монтесинос явно не стремился к юмористическому эффекту, но чем выспреннее речи персонажей этой плутовской истории, тем сильнее комическое впечатление от неё.
В результате стилистических изысков автора на страницах «Памятных сведений» читатель встречает облачённых в бутафорские «под античность» латы персонажей, изъясняющихся цитатами из Цицерона, которые, несмотря на имена Капаков, Йупанки и Пачакути, имеют очевидно неиндейский облик. За этой «штукатуркой» в стиле провинциального барокко оригинальный характер источников Монтесиноса теряется. А если учесть, что литературным дарованием дон Фернандо, увы, не обладал, и потуги писать красиво делают чтение многих страниц его труда едва стерпимым, причины не особенно приязненного отношения позднейших исследователей к «Памятным сведениям…» понятны.
Другое обстоятельство, порождающее недоверие к Монтесиносу, также вытекает из его стремления к занимательности. Желая увлечь читателя, он выбирает факты и версии, которые не совпадают с общепринятыми среди современных ему историков Перу. Особенное удовольствие доставляет Монтесиносу полемика с идеализаторским направлением в описании инкской государственности. Хотя во второй книге он ни разу не ссылается на Инку Гарсиласо де ла Вега, само его изложение истории доиспанского Перу, наполненной мятежами, заговорами, тайными соглядатаями, грязными пороками, изуверскими карами, массовыми человеческими жертвоприношениями, камня на камне не оставляет от образа наилучшего, справедливого, доброго государства, представленного на страницах «Подлинных Комментариев» Инки Гарсиласо.
Труд Фернандо де Монтесиноса — очень сложное для исторического анализа сочинение, в котором авторские идеологические наработки (ничего общего с действительной историей индейского Перу не имеющие) и подогнанные под них хронологические схемы (чистый плод схоластических изысканий) причудливо перемешаны с данными навсегда утраченной в своей подлинной версии индейской традиции и тонкими наблюдениями очевидца.

## Наследие

### Монтесинос в художественной литературе
- Бенедиктов Кирилл. Конкистадор в стране снов. // Наука и жизнь. № 7, 2004

## Издания

### Переведённые на русский язык
- ФЕРНАНДО ДЕ МОНТЕСИНОС. ДРЕВНИЕ ИСТОРИЧЕСКИЕ И ПОЛИТИЧЕСКИЕ ПАМЯТНЫЕ СВЕДЕНИЯ О ПИРУ. Книга вторая (пер. В. Талах), Киев, 2006

### На испанском языке
- Montesinos, Fernando. Anales del Perú. Tomo I (1906).
- Montesinos, Fernando. Anales del Perú. Tomo II (1906).
- D. FERNANDO MONTESINOS. MEMORIAS ANTIGUAS HISTORIALES Y POLÍTICAS DEL PERÚ. Libro Segundo. MADRID. IMPRENTA DE MIGUEL GINESTA. 1882